# Tisá (přítok Jílovského potoka)
Tisá je levostranný přítok Jílovského potoka v Ústeckém kraji. Délka jeho toku je 3,8 km. Plocha povodí měří zhruba 6 km².

## Průběh toku
Tisá pramení v obci Tisá v nadmořské výšce 550 metrů. V ní se 350 metrů od pramene vlévá do malého rybníka Kačák.
Dále protéká retenční nádrží stále ještě v katastru obce Tisá. Po celé své délce toku teče přibližně jižním až jihovýchodním směrem.
Jižní směr si nejvíc udržuje po opuštění obce Tisá, pak prudce klesá převážně luční krajinou až k obci Libouchec. Ještě před ústím se na ni připojuje její největší přítok. V Libouchci se jako levostranný přítok vlévá do Jílovského potoka. Celý tok proto probíhá jen dvěma obcemi.

### Přítoky
- zprava – Cihlářský potok (přítok Tisé), zprava — Pramení pod horou Tisá (598 m). Je dlouhý 4,5 km, napájí Cihlářský rybník (rozloha 4 ha, objem cca 80 tis. m³) a vlévá se do Tisé v Libouchci, těsně před jejím soutokem s Jílovským potokem.